# Mute Records
Mute Records je hudební vydavatelství, založené roku 1978 Danielem Millerem, které původně sloužilo k vydání jeho vlastního singlu „Warm Leatherette“ pod přezdívkou „The Normal“.
Mute Records bylo známé jako vydavatelství, které bylo ochotné uzavřít smlouvu s post-punkovými umělci, jako např. Fad Gadget (pseudonym Franka Toveye), Einstürzende Neubauten, Throbbing Gristle a Cabaret Voltaire. Když se na začátku osmdesátých let podařilo elektronické hudbě vyšplhat na první příčky ve Velké Británii, uzavřelo smlouvy i s takovými kapelami jako např. Depeche Mode a Erasure, které používaly nové technologie. Měly totiž šanci zcela změnit taneční hudbu na přelomu osmdesátých a devadesátých let.
Mute změnilo opět svoje zaměření, a to na moderní indie-rock. Navázalo tak spolupráci se skupinami jako je např. Sonic Youth.
Mute se stalo známým hlavně pro svoji dlouholetou spolupráci s Depeche Mode a Erasure, navzdory nedostatku toho, co by se za normálních okolností dalo nazvat kontraktem. Dalšími významnými umělci, kteří vydávají svou hudbu u Mute jsou Moby, Nick Cave a Laibach.
Mute Records bylo prvním britským vydavatelstvím, které mělo svou internetovou prezentaci (nazvanou „Mute Liberation Technologies“). Tato začala jako BBS, poté se z ní staly stránky telnetu a nakonec webové stránky. Několik let fungovaly různé verze zároveň, až nakonec byly ostatní zrušeny a zůstala pouze webová verze.
10. května 2002 získala EMI Mute Records, prakticky tak rozšířila již existující licenční smlouvy, které mělo Mute s Virgin Records (které EMI vlastnila) již více než 15 let. Daniel Miller, výkonný ředitel, je odpovědný za všechny globální aktivity společnosti.